# Andrea Doria
Andrea Doria  (Oneglia, 30 de noviembre de 1466-Génova, 25 de noviembre de 1560), príncipe de Melfi, fue un almirante, condotiero y estadista genovés, clave en el desarrollo de la república de Génova durante el siglo XVI. Inicialmente al servicio del rey Francisco I de Francia, cambió de bando y se convirtió en gran almirante de Carlos I de España y V de Alemania de 1528 a 1556 y de Felipe II de España de 1556 hasta su muerte.
Doria fue considerado el mayor líder naval de la cristiandad durante su época. Como el principal almirante y armador imperial junto con Álvaro de Bazán el Viejo, el apoyo de su marina permitió a Carlos I asegurar sus dominios en el Mediterráneo occidental, aun marcado por derrotas ante la poderosa armada otomana. Participó además de primera mano en la evolución de la guerra anfibia llevada a cabo por españoles e italianos. Entre otros logros, sus naves realizaron la conquista y socorro de Corón, la Jornada de Túnez y la toma de Mahdía.
Utilizó doblemente su relación con Carlos para proteger la independencia de Génova y al mismo tiempo solidificar su propio poder sobre la república, manteniendo también una flota privada que utilizó para alimentar su riqueza a través del corso. Nombrado allí padre de la patria, su mando llevaría a Génova a un nuevo apogeo al calor de la Monarquía Hispánica. Su reputación histórica posterior, en cambio, se vería enturbiada por la propaganda de sus rivales venecianos, retratándole como un almirante deficiente e interesado, aunque influyente.

## Biografía

### Formación
A los diecisiete años de edad quedó huérfano y dejó Oneglia para instalarse en Génova. En 1484 se trasladó a Roma, donde su tío Nicola Doria era capitán de la guardia del papa Inocencio VIII, ingresando como hombre de armas en la guardia pontificia.
A la muerte del papa, y al ser proclamado papa Alejandro VI (el papa Borgia), Doria se dirigió a Urbino y entró al servicio del duque de Urbino. Como capitán de sus tropas, participó en la campaña contra Milán.
Peregrinó a Tierra Santa, donde entró en la Orden de San Juan de Jerusalén.

### Al servicio de Francia
Regresó a Italia, entrando al servicio de Juan de la Rovere, para proteger las plazas napolitanas conquistadas por los franceses, hegemones de Génova. Defendió con arrojo la plaza de Rocaguillermina ante los ataques del gran capitán Gonzalo Fernández de Córdoba. La plaza cayó, sin embargo, tras lo que Córdoba intentó atraer a Doria al servicio de España, pero éste rechazó la oferta por el momento. Doria siguió apoyando a los franceses y mantuvo enfrentamientos con César Borgia, que intentó recuperar por su cuenta las plazas francesas de Italia.
En 1507 obtuvo el comando de las tropas genovesas que estaban sofocando una revuelta en Córcega. Después de una larga campaña, consiguió derrotar a los revoltosos.

#### Guerra de la Liga de Cambrai
En 1512, después de la batalla de Rávena, Génova se volvió contra los franceses tras el ascenso del partido antifrancófilo de Gian Fregoso. Con 46 años de edad, Doria fue nombrado almirante de la flota genovesa, que reorganizó a pesar de su relativa falta de experiencia naval hasta el momento, y tuvo sus primeros enfrentamientos exitosos con los franceses. Éstos mantenían una guarnición en la fortaleza de la Briglia a la entrada del puerto de Génova que tenían a tiro de sus cañones. Doria tomó y destruyó la fortaleza.
A finales de 1512 intervino también contra los piratas berberiscos musulmanes de Túnez, liderados por Jeireddín Barbarroja, que regresaba de sitiar sin éxito la plaza fuerte española de Bugía con su hermano Aruj y habían capturado una galera genovesa que iba hacia Tabarka. En el que sería el primer encuentro de muchos con Barbarroja, Doria penetró en el puerto tunecino de La Goleta con doce galeras y arrasó la fortaleza, llevándose la mitad de los barcos musulmanes y destruyendo el resto. El año siguiente apresando también dos de sus galeazas y cuatro de sus bergantines.
A pesar de sus esfuerzos, los franceses volvieron a hacerse con el control de Génova, debiendo Doria refugiarse por mar en La Spezia, pero la victoria suiza en Novara contra los franceses les permitió remontar. Doria entonces apoyó la subida del siguiente dogo, Ottaviano Fregoso, en 1514. La nueva libertad genovesa fue igualmente breve, ya que en 1515 los franceses de Francisco I vencieron a los suizos en Marignano, por lo que Ottaviano Fregoso se vio obligado a entregarles Génova.

#### Guerra Italiana de 1521-1526

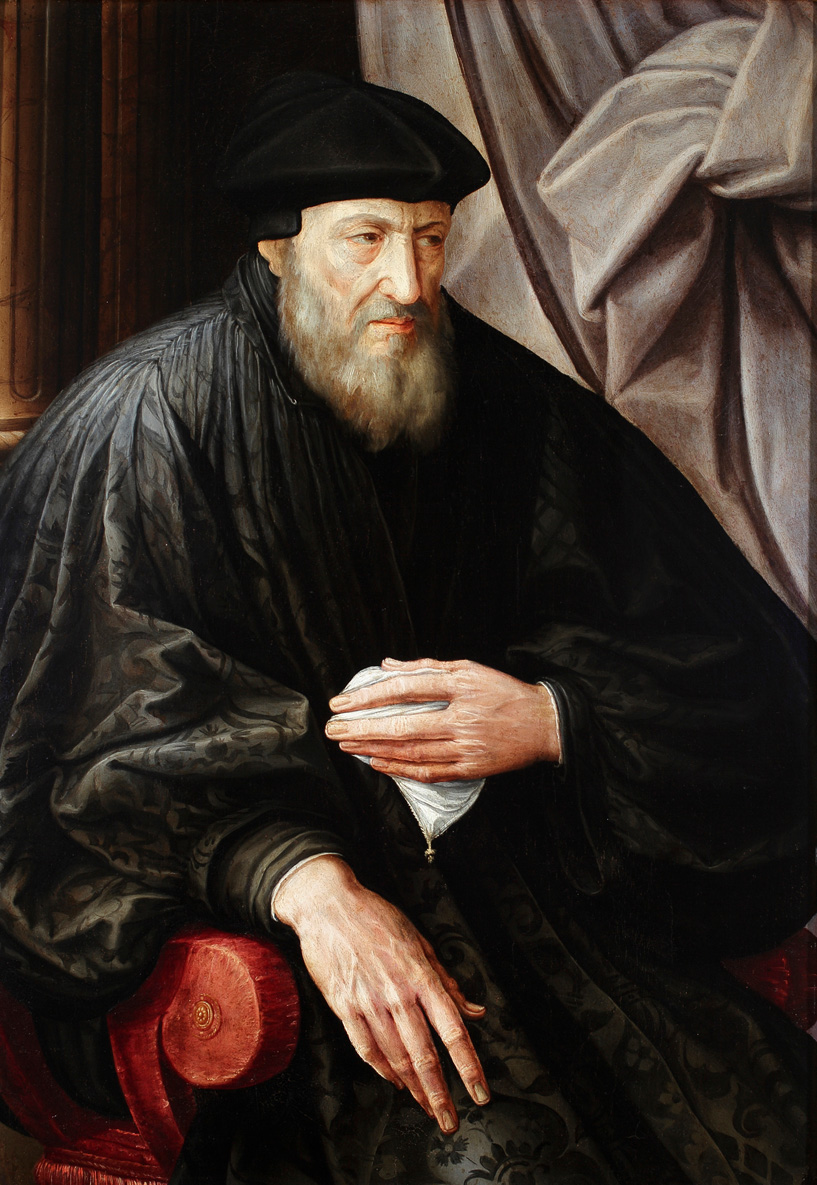
Retrato tentativamente identificado con Doria, Jan Massys, 1555.

Durante este tiempo, Doria se centró en actuar contra la flota otomana y los piratas berberiscos. En 1516 sirvió bajo Federigo Fregoso en una flota multinacional que también incluía a Pregent de Bidoux, atacando y saqueando Bizerta, base pirata de Kurtoğlu Muslihiddin Reis, aunque la llegada de refuerzos moros les obligó a retirarse y continuar las razias en el área de las Querquenes y Yerba. Doria mismo tendría un encuentro inconclusivo con Muslihiddin en Pianosa al año siguiente, pero el resto de sus campañas tuvieron más éxito, venciendo y capturando en 1519 al almirante Caid Ali, sucesor de Muslihiddin, también en Pianosa, aunque al coste de la muerte de su sobrino Lazzarino Doria.
El 30 de mayo de 1522, Prospero Colonna y Fernando de Ávalos tomaron Génova para el emperador Carlos I de España y V del Sacro Imperio. Doria y doce galeras se hicieron a la mar para escapar de los imperiales, y tras un intento fallido de reconquistar el puerto, se dirigieron a Mónaco. Apoyó desde el mar las operaciones francesas de defensa de Marsella ante los ataques españoles, pero sus éxitos quedaron en nada cuando el mismo Francisco fue capturado por los españoles en la batalla de Pavía de 1525, poniendo fin a la guerra. Doria consideró emprender una operación para rescatarle, pero el mismo rey le disuadió, ya que había dado palabra de no tratar de escaparse.
Con la derrota francesa, Doria repudió al regente de Francia, Anne de Montmorency, y formó una flota mercenaria con la que se puso al servicio del papa Clemente VII. En junio de 1526, derrotó de nuevo al corsario turco Barbarroja, acometiéndole con trece velas en la costa de Civitavecchia y capturando quince de los dieciséis barcos del musulmán, que escapó por poco.

#### Guerra de la Liga de Coñac
Su destino volvió a unirle a Francia, una vez liberado Francisco I, con la creación de la Liga de Coñac en 1526, en la que Doria comandó a la flota aliada mientras Giovanni de Médicis hacía lo mismo en tierra. Hubo planes para que Doria conquistase Génova, todavía fuera del control de la liga, pero nunca se llevaron a cabo. Antes bien, con la muerte de Giovanni de un cañonazo y la conquista y saqueo de Roma por las tropas imperiales, Francisco y Clemente hubieron de reducir sus aspiraciones.
Al expirar el contrato con el Papa, Doria trasladó sus servicios al rey Francisco, y en 1528, tras hacerse con su ciudad originaria, la flota franco-genovesa obtuvo una ardua pero monumental victoria sobre la flota improvisada de Hugo de Moncada en Capo d'Orso. Sin embargo, pronto comenzaron desavenencias entre genoveses y franceses, azuzadas por los comandantes imperiales Alfonso de Ávalos y Ascanio Colonna, que habían caído prisioneros en la batalla y aprovecharon para seducir a Doria para la causa hispana. El rey de Francia debía mucho dinero a Doria y en la corte francesa se amontonaban las intrigas políticas en su contra, amén de que Francisco I había preferido dar el mando de sus flotas a un francés, Antoine de La Rochefoucauld, en lugar de al veterano almirante. Francisco exigió la entrega de Ávalos y Colonna, aún prisioneros de Andrea pero con los que éste empezaba a mantener excelentes relaciones, por lo que se topó con una negativa.
Alfonso y Ascanio pusieron a Doria en contacto con el emperador, quien ofreció al genovés jugosas garantías en caso de cambiar de bando. La alianza con el imperio hispano-germánico parecía natural: mientras que Francia lindaba geográficamente con Génova y amenazaba con convertir en cualquier momento su amistad en subyugación, ninguna de las propiedades de Carlos era vecina de los genoveses, y su gran red naval y comercial en el Mediterráneo y el Atlántico prometía beneficios para los marinos y banqueros de la ciudad estado. Francisco I se enteró de la negociación y trató de desagraviar a Doria, pero ya era demasiado tarde. Finalmente, Doria abandonó la órbita francesa y pasó al servicio de Carlos, del que ya nunca se separaría.

### Al servicio de España

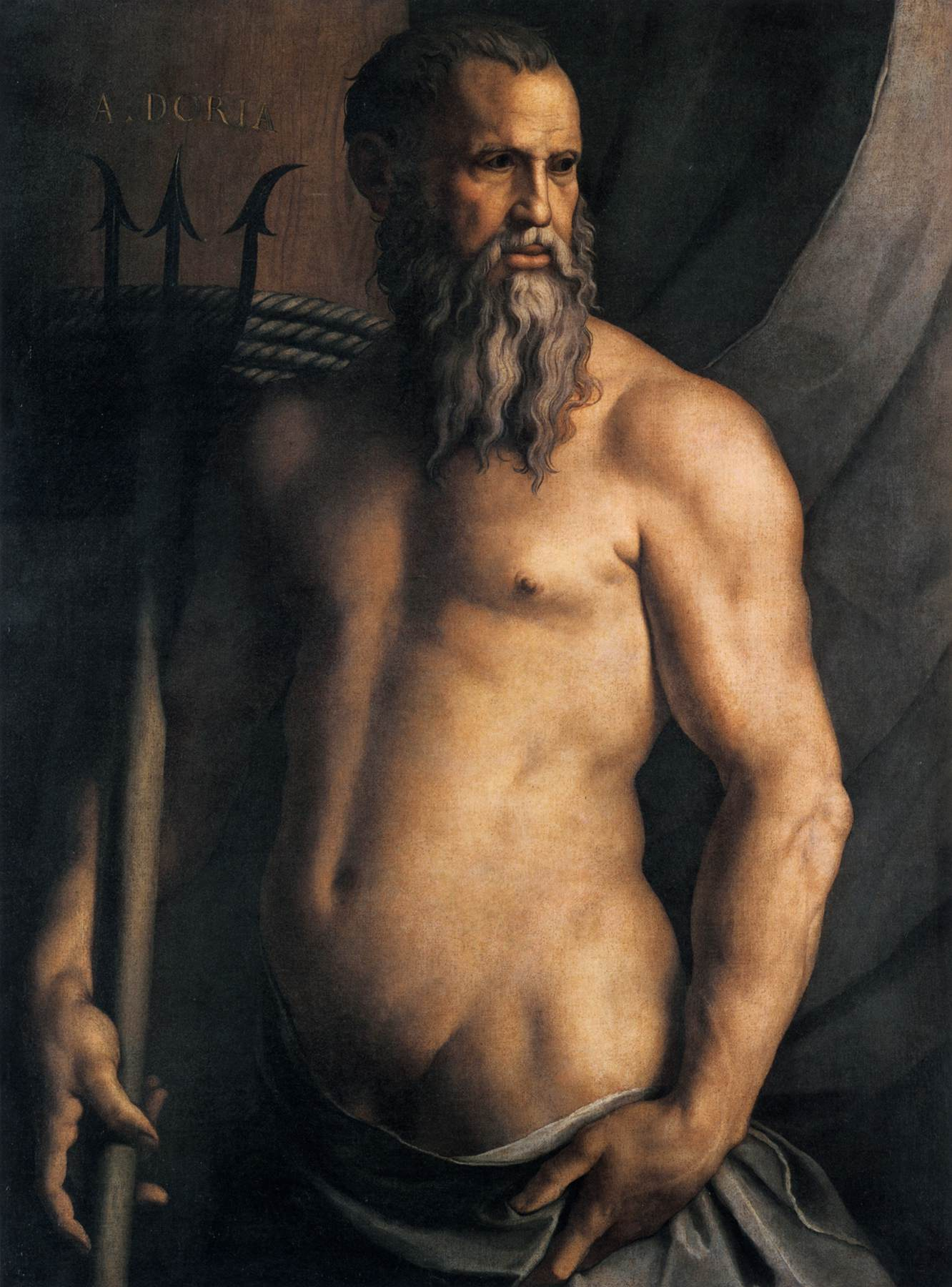
Andrea Doria caracterizado como el dios Neptuno, en un retrato de Agnolo Bronzino (Milán, Pinacoteca de Brera).

Su primera acción al servicio de España fue dirigirse a Nápoles, asediada por los franceses, y ayudó levantar el sitio que antes había contribuido a tender, persiguiendo al almirante La Rochefoucauld hasta Provenza y capturándole cuatro naves. Después, con ayuda de Filippino, liberó Génova, que había sido ocupada de nuevo por los franceses, y fue recibido triunfalmente en la ciudad. Los genoveses quisieron hacerle su dux, pero no aceptó el nombramiento para no mantenerse enredado en futuras rencillas política, aceptando en cambio el título de Padre de la Patria y participando entre bambalinas en profundas reformas constitucionales. Carlos I le nombró almirante mayor y gran canciller del Reino, príncipe de Melfi y marqués de Tursi, y en 1530 le concedió el collar del Toisón de Oro. Doria además estableció la soberanía local de Génova e hizo construir fortificaciones de mano del ingeniero Giovanni Maria Olgiati para protegerse de Francia.

#### Guerra contra los otomanos
Las acciones contra los musulmanes ocuparon gran parte de su tiempo desde el fin de la guerra con los franceses, ya que en 1529 saltaron las alarmas cuando el capitán español Rodrigo de Portuondo fue derrotado por Aydin Reis o "Cachidiablo", teniente del viejo enemigo y pronto el gran rival de Doria, Jeireddín Barbarroja. Averiguando que Barbarroja planeaba lanzar un ataque contra Cádiz, el genovés saqueó Cherchell, puerto de Barbarroja donde éste planeaba aprovisionar su flota. La incursión se torció por la bisoñez de las tropas reclutadas por Doria, que desobedecieron sus órdenes y fueron abandonadas a su suerte, quizá por la cercanía de Barbarroja, pero el golpe obligó al almirante turco a abandonar el proyecto gaditano.
En septiembre de 1532, en respuesta a una invasión turca de Hungría en abril, una gran armada hispano-genovesa dirigida por Andrea, dotada de 35 bajeles y 48 galeras, arrasó las costa otomanas del mar Egeo. Comenzando por la Morea, se apoderó de Corón mediante innovadoras técnicas, que incluían colocar cañones y escaleras en los mástiles para abordar la alta fortaleza desde el mar, y seguidamente tomó y saqueó Patras, amén de destruir dos fortalezas en el golfo de Corinto. Al final de la expedición, los españoles y genovesas habían llegado a los mismos Dardanelos turcos. La flota regresó a Génova con un botín de 60.000 ducados y cumplida la misión de las fuerzas otomanas, que debieron abortar una posible conquista de Hungría.
Los otomanos tratarían de recuperar Corón el año próximo con una gran armada de 110 naves al mando de Lutfi Bajá, que sitió la plaza. Doria juntó 27 galeras y 30 naos en Mesina y se dirigieron raudos a Corón, cuyo sitio los turcos levantaron tras una escaramuza al verle llegar. A pesar de su enorme inferioridad numérica y a que una inoportuna falta de viento había inmovilizado las naves de vela cristianas, Doria derrotó a la flota turca con una maniobra de flanqueo solamente con sus galeras, perdiendo sólo tres galeras que se separaron de la flota en el viaje de vuelta. El historiador francés Edmond Jurien de la Gravière consideraría la batalla una de las operaciones navales más hábiles del siglo XVI.
Barbarroja, convertido ahora en el gran almirante otomano, lanzó una represalia desde Constantinopla con 80 galeras y apoyo francés, saqueando las costas de Nápoles y Sicilia. Por ello, en 1535 el emperador Carlos lanzaría la Jornada de Túnez, con objeto de tomar la urbe tunecina, que Barbarroja había conquistado el año anterior y convertido en su nueva base. La flota, en la que Doria compartió el mando con Álvaro de Bazán el Viejo, otro almirante de creciente prestigio, tuvo éxito no sólo en conquistar Túnez, sino también en hacerse con toda la flota que Barbarroja tenía en puerto, 42 naves, aunque el propio corsario consiguió escapar. Doria envió a sus parientes a perseguir a Barbarroja hasta Bona, que el genovés asaltó, pero el otomano logró escurrirse de nuevo y refugiarse en su vieja base de Argel. Carlos tenía la intención de dirigirse a Argel y tomarla también, pero el clima le obligó a dar por terminada la campaña.

#### Guerra Italiana de 1536-1538
En medio de un clima agitado entre las naciones itálicas, causado por la muerte de Francisco I Sforza en 1535 y la nueva disputa entre Francisco y Carlos por la consiguiente sucesión del Milanesado, los contactos de Doria fueron vitales para asegurar a Carlos la amistad de los Médici de Florencia, favoreciendo el ascenso de Cosme I. Doria y Bazán el Viejo capturaron ciudades por toda la Riviera Francesa, frenando sólo en Marsella. Poco después, sin embargo, Barbarroja atacó y saqueó las Baleares con 27 galeotas argelinas, y aunque Doria salió tras él con 30 galeras genovesas, no logró atraparle. Llegado a este punto, Carlos I había dado órdenes de capturar Barbarroja vivo o muerto.
Francisco I se alió con los otomanos, por lo que la ayuda de Doria era más necesaria que nunca para no perder toda la ventaja marítima. Barbarroja estacionó una flota franco-turca en Marsella, amenazando Génova, pero las defensas construidas por Doria les disuadieron de intentar tomar la república. En abril de 1537, Barbarroja volvió aparecer en Italia con una gigantesca armada de 170 galeras, pero liberó a un preso español, Hernando de Alarcón, a través del cual negoció con Carlos I la posibilidad de desertar de los turcos y unirse a él debido a desavenencias con la Sublime Puerta. Nada salió de ello.
En julio del mismo año estalló la guerra guerra turco-veneciana, con lo que la armada otomana acampó en Valona, hacia Venecia pero también frente a la Italia hispánica. Sin posibilidad de oposición, Doria asistió a cómo Barbarroja saqueaba Apulia, llegando a jactarse los turcos de que algún día podrían su propio Papa, aunque en realidad la flota turca no tenía el apoyo francés necesario para invadir Italia. Aunque Doria sólo pudo reunir sólo 28 galeras, el genovés partió de Sicilia con objeto de atacar las líneas de suministro enemigas, tomando catorce naos de carga y dos galeras llevando al embajador turco, Janus Bey. Poco después los otomanos levantaron campamento, pero Doria volvió a partir de Sicilia, encontrándose cerca de Paxos con la flota de 12 naves de Alí Celebi, apresándolas todas y resultando Celebi muerto en la batalla resultante. Sabiendo que Barbarroja le estaría buscando a su vez con 135 galeras, Doria volvió a Mesina.
Tras el enfrentamiento con Celebi, Doria logró engañar a los otomanos para que creyeran en un complot con Venecia, lo que condujo entonces a los turcos a iniciar la tercera guerra turco-veneciana y enviar su flota contra Venecia, sitiando su colonia de Corfú. En septiembre, reuniendo finalmente 100 galeras, Doria respondió a la petición de auxilio veneciana y marchó para Corfú, pero el asedio ya había sido levantado por sí mismo.
En febrero del año próximo, el Papa Paulo III llamó a la paz entre los cristianos y a la formación de una Liga Santa para combatir a los turcos. Aunque Francia no se unió a ella, la guerra llegó a su fin con la tregua de Niza de junio, en la que Carlos y Francisco aceptaron una paz a regañadientes. Doria fue el encargado de alojar en su palacio a la vez al rey emperador, y también estuvo presente en la entrevista entre ambos reyes en Aigues-Mortes, un encuentro incómodo al verse en presencia de su anterior y su actual señor. Al haber roto Francia su alianza con el turco, se habló de reunir una gran flota de las naciones cristianas y dar el mando a Doria, su mejor exponente, con objeto de atacar a los otomanos, proyecto que nunca se llevaría a cabo.

#### Liga Santa

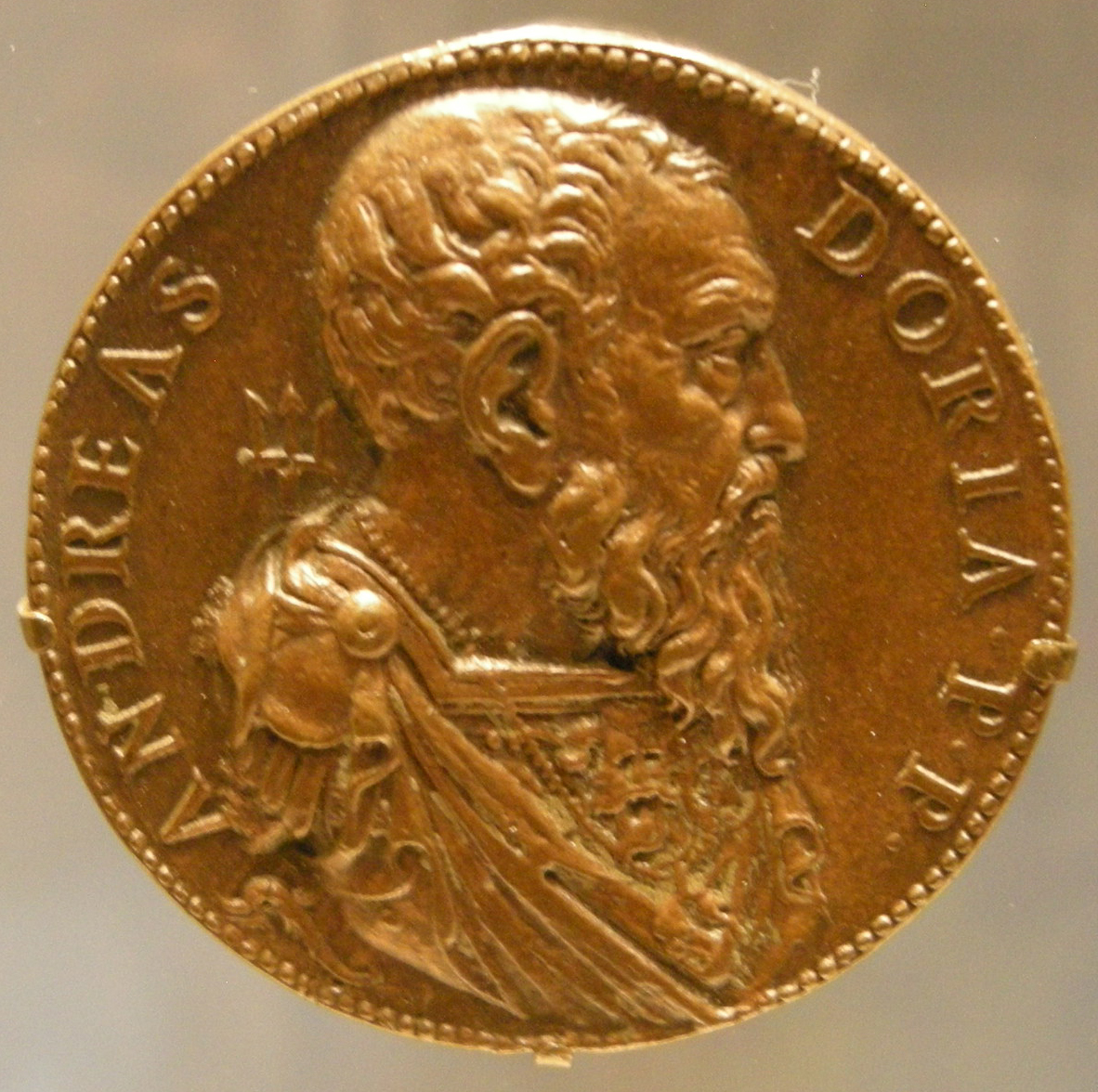
Medalla con la efigie de Doria. Leone Leoni, 1541.

La Liga Santa puso a Andrea al mando de 80 galeras venecianas, 36 pontificias, 30 españolas y 50 naos, con el objetivo de buscar el encuentro con Barbarroja y su armada. La victoria cristiana parecía asegurada al interceptar en el golfo de Corinto a Barbarroja y sus tenientes Sinan el judío, Salah y Turgut Reis, pero la alianza cristiana se desempeñó con torpeza y debió huir en la consiguiente y confusa batalla de Préveza. Las fuentes españolas acusan a los venecianos de abandonar a los hispanogenoveses en lugar de obedecer el plan de acción que Doria había planeado, mientras que los venecianos acusan a Doria de sabotear la batalla para perjudicarles, versión que terminó imponiéndose en la historiografía.
Para resarcirse de la derrota, Doria insistió en que tomaran Castelnuovo, pero carolinos y venecianos volvieron a entrar en conflicto al disputarse la plaza, con el resultado de que la Liga Santa se deshizo allí mismo, aceptando Venecia la sumisión ante los otomanos. La guarnición de la plaza, inicialmente pensada como la cabeza de playa de una ya inexistente liberación terrestre de los Balcanes, se vio asediada y finalmente vencida por Barbarroja en el sitio de Castelnuovo, aunque sufriendo los turcos tales daños que el ejemplo de los sitiados resonó por toda Europa.
En 1540, su sobrino Giannettino Doria obtuvo un gran éxito en Girolata al capturar, si no a Barbarroja, sí a su mencionado lugarteniente Turgut o Dragut, a quien Andrea tendría como galeote de su navío personal durante cuatro años (se dice que Doria dio a su gato el nombre de "Dragut"). Mientras tanto, Andrea emprendía una campaña de conquista por el norte de África con Ferrante Gonzaga y García de Toledo, tomando Monastir, Susa, Hammamet y Cabilia. A estas victorias le siguió otra sobre los corsarios turcos en Alborán, llevada a cabo por el sucesor de Bazán el Viejo tras su dimisión, Bernardino de Mendoza.
El año siguiente, Carlos I reclutó a Doria y Mendoza para tratar de colar un nuevo golpe a Barbarroja lanzando la Jornada de Argel, aunque de nuevo en un mal momento, ya que era pleno otoño. Doria trató de advertirle de que las condiciones climáticas no eran propicias, pero el emperador no le escuchó, y sólo a regañadientes Doria se puso al mando de su flota. El resultado fue un desastre, ya que un temporal arruinó la flota imperial, aunque Andrea y Giannettino lograron asegurar la retirada de la mayor parte de ella, reorganizando con gran esfuerzo a los capitanes genoveses.

#### Guerra Italiana de 1542-1546
En 1542, los franceses y otomanos, ahora aliados, atacaron Niza, y Doria les obligó a retirarse apresándoles cuatro barcos. En mayo de 1543 volvió a salir de campaña Jeireddín Barbarroja, con 110 galeras, atacando Reggio y apresando a la hija del gobernador. En Marsella se unió a las galeras francesas, tomando el mando el conde de Enghien, Francisco de Borbón, y por fin conquistaron y saquearon Niza, salvo el castillo. Acudiendo por segunda vez en su auxilio, Doria desembarcó en Villefranche a las tropas de infantería españolas de Alfonso de Ávalos, que recuperaron Niza, e hizo huir a la flota franco-turca de Barbarroja hacia Antibes. Mientras tanto, Bazán el Viejo capturaba una flota atlántica francesa en la Muros, en la que también estuvo presente su hijo Álvaro de Bazán el Mozo.
Para gran escándalo y preocupación de la cristiandad, en 1544 Doria concedió la libertad a Turgut Reis a cambio de un rico rescate de 3000 ducados pagado por Barbarroja, que además había amenazado con bloquear el puerto de Génova. Se cree que Doria pensaba también ganarse el favor de los turcos en caso de que uno de sus familiares cayese prisionero, aunque terminaría por arrepentirse. El almirante genovés aconsejó entonces a Alfonso de Ávalos no buscar el combate directo contra los franceses, pero éste, a causa del deterioro de las relaciones, ignoró su consejo, y de nuevo esto sobrevino en un desastre, esta vez en la batalla de Cerisoles. Doria ayudó entonces a impedir que los franceses aprovecharan el lance, atacando las posiciones francesas en la costa.

#### Retiro temporal

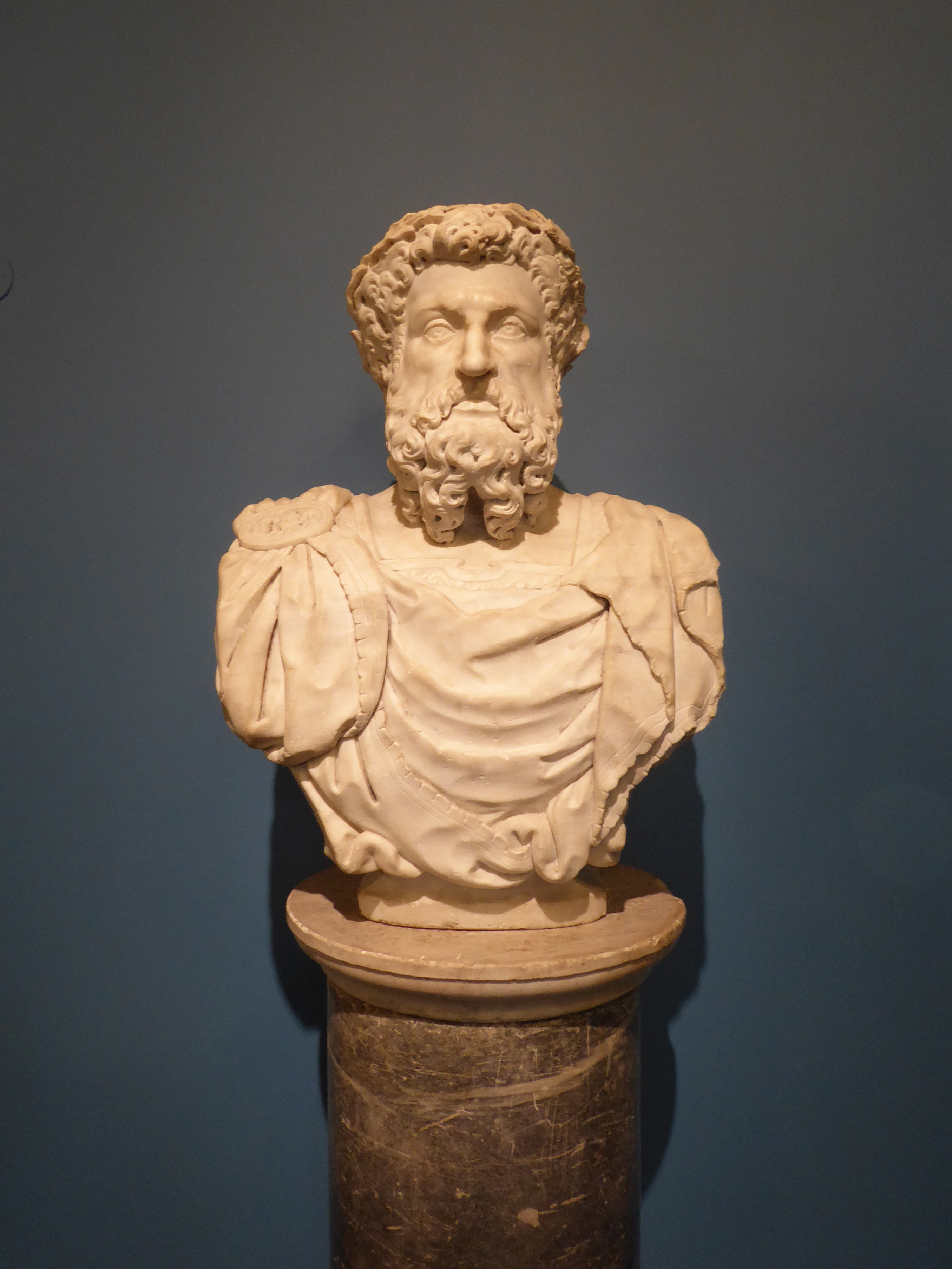
Busto de Doria. Palacio de los Grandes Duques de Lituania.

Después de la Paz de Crepy entre Carlos y Francisco, el ya septagenario Doria se replegó a los asuntos de Génova, pero la tranquilidad no duró muchos años. En 1547 Andrea y Giannettino sufrieron un atentado que terminó con la muerte del segundo y casi costó la vida al primero. La conjura había sido liderada por los Fieschi, familia noble opuesta a los Doria, y en la que había participado Pedro Luis Farnesio (abuelo de Alejandro Farnesio), que fue asesinado por orden de Andrea Doria. Ante las intrigas políticas genovesas, Carlos propuso construir en Génova una fortaleza guarnecida por españoles, pero Doria optó por nuevas reformas políticas, para no comprometer la independencia de su estado.
En 1548, ya con 80 años, pasó con sus naves a la bahía de Rosas, donde embarcó el príncipe don Felipe, que le acompañó a Italia y se alojó en su palacio de Génova.
Aunque Barbarroja se había retirado en 1545, Turgut y los piratas berberiscos seguían siendo un problema, por lo que el anciano Doria se puso personalmente de nuevo al mando de las naves genovesas en 1550. Al lado de Bernardino de Mendoza, tomó Mahdía, que Turgut había recientemente capturado y convertido en su base, y en la ciudadela mora fue capturado Hesar, un sobrino del turco. Doria reforzó la guarnición cristiana de Mahdía al año próximo, y seguidamente persiguió a Turgut y sus 20 galeras hasta Los Gelves, atrapando al corsario con pocas naves en una ensenada, pero de nuevo Turgut logró escapar, excavando un canal y arrastrando sus naves por tierra hasta él sobre rodillos y rampas. Doria debió contentarse con arrasar Los Gelves.

#### Guerra Italiana de 1551-1559
A esto le siguió una nueva guerra con Francia, ahora liderada por Enrique II, y una nueva alianza de este reino con el imperio otomano, necesitando que en 1552 Doria llevara de España a Italia a 6000 hombres y un millón de ducados, necesarios para la guerra en Italia. Después, acudió a socorrer a Nápoles y Sicilia, atacados por los turcos. Durante la batalla de Ponza, Doria fue emboscado por Dragut con superioridad numérica abrumadora mientras llevaba tropas a Nápoles, cerniéndose con 120 navíos contra las 40 naves de transporte de Doria, aunque Déste logró escapar tras perder sólo siete barcos.  Consiguió salvar al resto y desembarcar más tarde en Orbetello.
Una revolución antigenovesa explotó en Córcega de manos de los francoturcos en 1553. Demasiado ocupado con el resto de la guerra, Doria inicialmente se mantuvo al margen, ya que la isla estaba en propiedad del Banco de San Giorgio, pero terminó por combatir allí, tratando de ahogar la rebelión durante dos años antes de volver a Génova. Aunque las revueltas no terminarían hasta 1567, la campaña en sí terminó con el tratado de Paz de Cateau-Cambrésis en 1559, ya que el éxito de los españoles en las batallas terrestres de San Quintín y Gravelinas forzó a los franceses a pedir la paz. Ésta fue firmada por el nuevo rey Felipe II de España, que había sucedido a Carlos tres años antes.
En 1560 se preparó una nueva expedición contra los otomanos, pretendiendo arrebatar Trípoli de manos de Turgut y Pialí Bajá. Aunque de nuevo se había elegido torpemente el invierno para atacar, un Doria ya superando los noventa años se ocupó de la organización, haciendo partir en su nombre a Juan Andrea Doria, hijo del difunto heredero predilecto Giannettino. La expedición, mal guiada por líderes en litigio y el inexperto Juan Andrea, y diezmada por una tempestad, no llegó a Trípoli y debió hacerse fuerte en los Gelves, donde fue asediada por la armada turca. La consiguiente batalla de Los Gelves supuso una derrota total, de la que Juan Andrea escapó por poco y con no poca controversia por su papel.

### Muerte
Andrea Doria murió el 25 de noviembre de 1560. Recibió sepultura en la iglesia de San Matteo de Génova. No dejó hijos y su herencia pasó a Juan Andrea, quien acababa de regresar de la derrota de los Gelves mientras agonizaba Andrea; el almirante pudo fallecer al menos tranquilo por el hecho de que su heredero estaba a salvo. Se cuenta que había redactado su testamento en lengua ligur.

## Legado
El historiador Henry Kamen llamó Doria el almirante más distinguido de su tiempo, opinión repetida por otros. El historiador militar Spencer C. Tucker le consideró el mejor almirante cristiano de su era, con éxitos tanto en el mar como en tierra. En palabras de Stanley Lane-Poole, "ningún otro nombre instigaba tanto terror en los corazones de los turcos". Su papel como preservador y benefactor de Génova, que quedó abierta a un nuevo horizonte económico y político con la casa de Austria, le ganó la aclamación de sus conciudadanos. Sus reformas sobre la constitución genovesa pervivirían hasta el final de la república en 1797.
Su fama sufrió con el fiasco de Préveza, en la que los venecianos, que sabotearon su estrategia contra Barbarroja según las fuentes hispanoimperiales, acusaron a Doria de ello sus propias fuentes, imponiéndose esta versión en la historiografía posterior. Ello granjeó a Doria una reputación de condotiero desleal, egoísta y contrario a aventurar las flotas de que era dueño. También el cronista español Prudencio de Sandoval le fue hostil, recogiendo rumores contra él. Aun así, varios buques en la marina italiana y algunos en la estadounidense han llevado su nombre, siendo el más famoso de ellos el SS Andrea Doria, conocido por su gran naufragio. El último de la lista es el destructor de clase Horizon Andrea Doria, actualmente en servicio.